# Storia degli ebrei a Essaouira

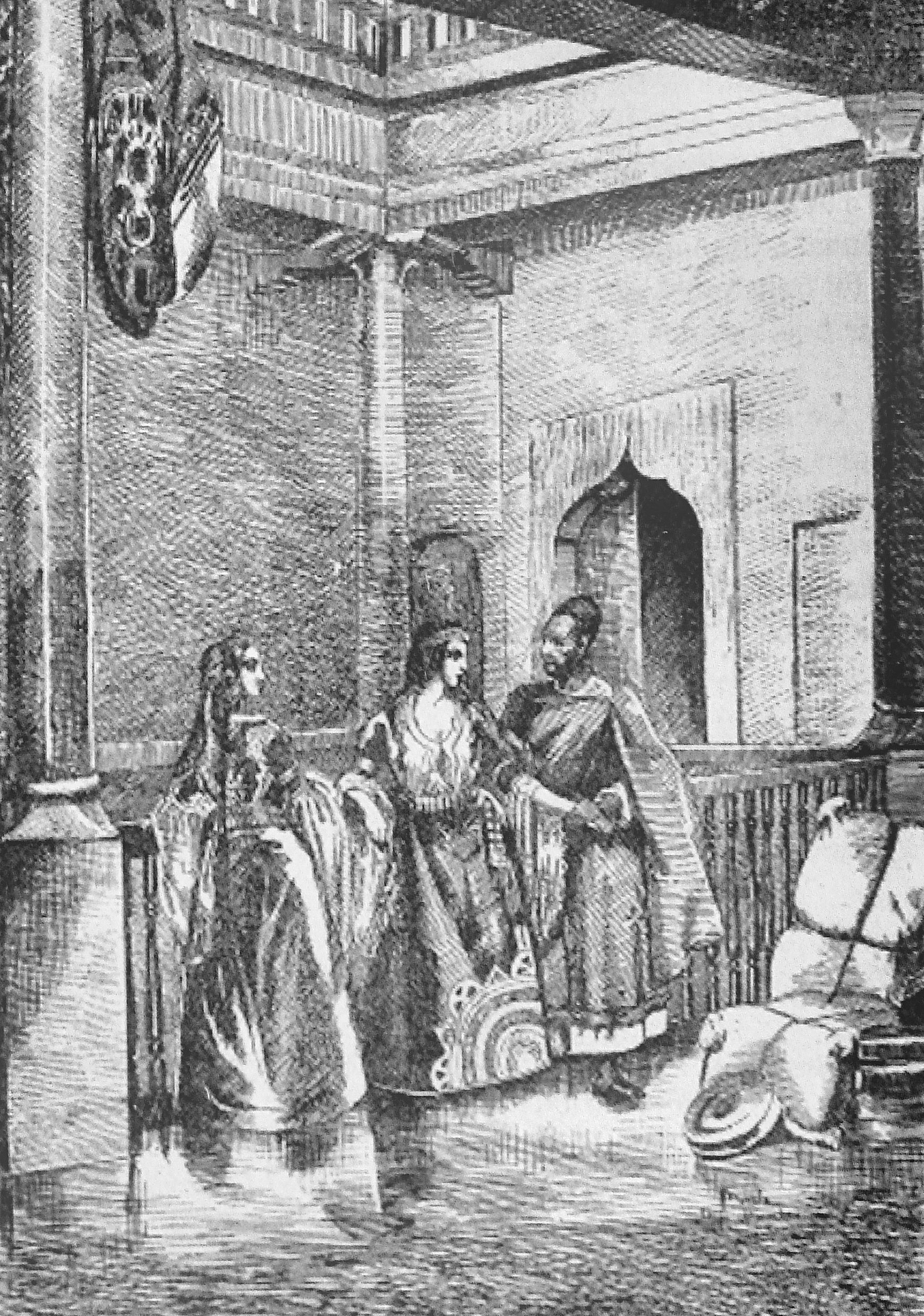
Casa ebraica ad Essaouira, di Darondeau (1807-1841).

La storia degli ebrei a Essaouira iniziò con la fondazione della città da parte del sultano Muhammad III del Marocco, che incoraggiò gli ebrei a trasferirvisi. La proporzione della comunità ebraica ad Essaouira fu una delle più vaste del Marocco, comprendendo tra un terzo e la metà della popolazione cittadina per gran parte della storia della città, fino al XX secolo, quando la comunità cominciò ad abbandonare la città per emigrare verso l'America meridionale, Casablanca e soprattutto Israele. Gli ebrei di Essaouira rappresentavano una vivace comunità dedita al commercio e all'oreficeria e fortemente legata al sultano del Marocco. Oggigiorno, migliaia di ebrei originari della città raggiungono Essaouira ogni anno in pellegrinaggio al cimitero ebraico dove è sepolto il gran rabbino Haim Pinto.

## Storia
Essaouira, nota anche come Mogador, è un porto marittimo atlantico nel Marocco occidentale, a metà strada tra le città di Safi e Agadir. La città venne rifondata su di un precedente sito nel 1764 dal sultano Muhammad ibn Abd Allah, che ne fece un vivace porto marittimo, sostituendola alla rivale Agadir e rendendola un importante snodo per il commercio internazionale. Avendo stabilito la capitale a Marrakech, Essaouira colmò la necessità di un porto accessibile tutto l'anno e ben difeso, oltre a concretizzare il potere del sultanato nella costa tra Safi e Agadir che potesse opporsi alle potenze europee. Le città fu dotata di poderose mura e fortificazioni dove furono installate batterie di cannoni.
Il sultano si avvalse dell'architetto francese Théodore Cornut per ridisegnare la città. In tre anni i lavori stravolsero l'impianto urbanistico della vecchia Mogador per creare una città moderna di stampo europeo, con un largo viale centrale a portici e dritte vie trasversali; il tutto fu rinchiuso in una poderosa cinta di mura. Alla sua planimetria perfettamente regolare la città deve il suo nome attuale: "la ben disegnata".

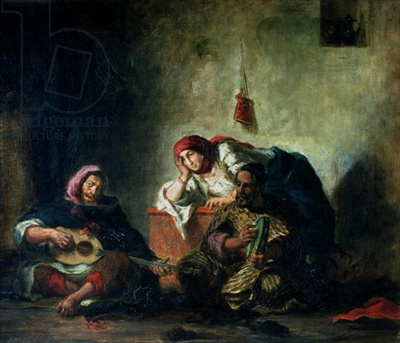
Musicisti ebrei di Mogador (Eugène Delacroix, 1847)

Nel 1774, dopo che il sultano ebbe sottomesso la città ribelle di Agadir, la maggior parte dei suoi abitanti, sia musulmani che ebrei, furono espulsi e costretti a stabilirsi a Mogador. Le famiglie arrivarono in gruppi e si stabilirono in distretti di Essaouira che ancora oggi nei loro nomi testimoniano la loro eredità, come Darb Ahl Agadir, Beni Antar e Shbanat. Si stima che circa 2.000 ebrei e musulmani di Agadir si siano stabiliti a Mogador.
Molte tra le più importanti famiglie ebraiche marocchine furono invitate a trasferirsi in città da Safi, Marrakech, Agadir, Tétouan e Rabat dal sultano per occuparsi dello sviluppo delle attività commerciali e delle relazioni con l'Europa; tra queste le principali furono i Macnin, i Sebag, i Pinto e i Belisha di Marrakech, i Hadida e gli Israel di Tétouan, i Merran di Safi e i Guedalla di Agadir, raggiunte successivamente dai Corcos (originari di Fès e di Marrakech), dagli Afriat, dagli Ohayon e dagli Elmaleh. In città si stabilirono anche esponenti di importanti famiglie ebraiche dell'Algeria, come i Cohen-Solal e i Boujnah. Queste famiglie svolsero un ruolo importante nel mantenimento e nello sviluppo delle relazioni commerciali tra le vie commerciali trans-sahariane e i grandi centri commerciali europei, come Livorno, Marsiglia, Amsterdam e Londra. Nel 1770, gli ebrei di Essaouira erano stimati a 1.875 unità.
Migliaia di ebrei della regione del Sous raggiunsero la città. Nel 1807, il sultano Mulay Sulayman stabilì in molte delle città marocchine i mellah, dove furono trasferite le comunità ebraiche. Tra la fine del XVIII e quella del XIX secolo, la popolazione di Essaouira da 8.000-10.000 abitanti ne raggiunse i 17.000-20.000, la maggioranza dei quali ebrei. La crescente pressione demografica portò a stabilire nel 1860 un nuovo quartiere nella qasba riservato ai mercanti. Nel 1865 il mellah di Essaouira fu esteso; infatti pur rappresentando solamente tra un ottavo e un nono della superficie della città, il quartiere ebraico concentrava ben il 40% della popolazione. Furono stabilite importanti relazioni sociali e commerciali tra la comunità musulmana e quella ebraica che interagivano nel suq e nel porto; il mellah difficilmente rappresentava una barriera tra le due comunità. Il ritmo della vita cittadina era scandito dalle festività ebraiche e dallo Shabbat.

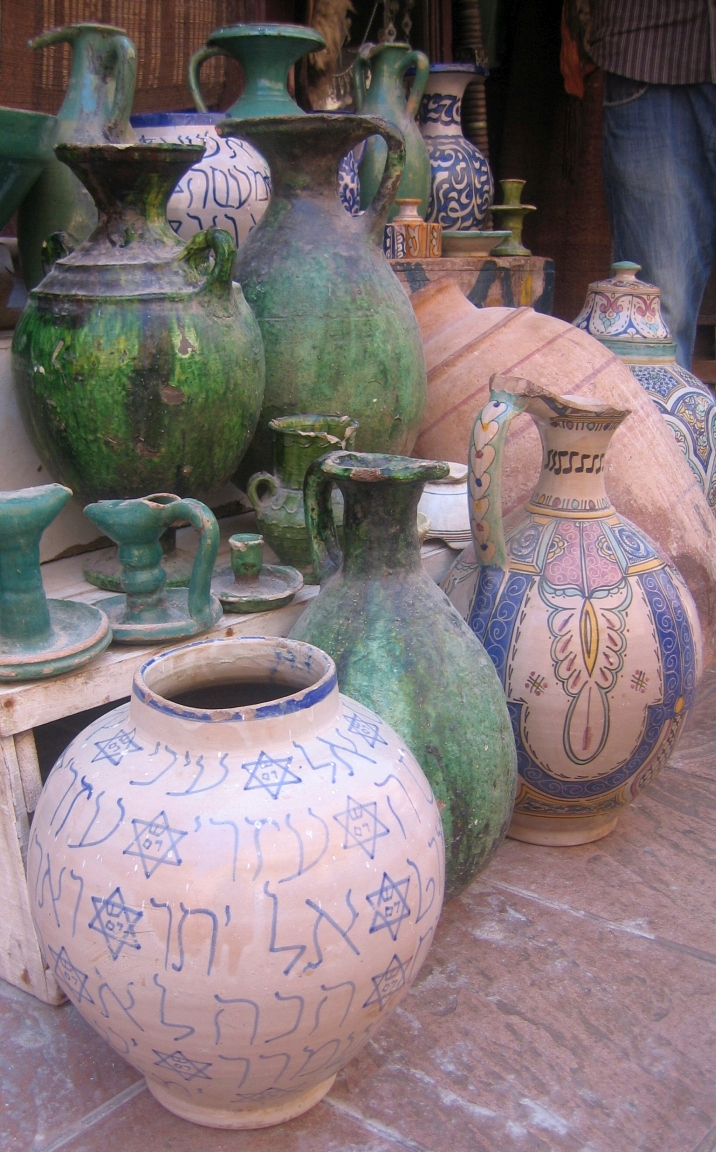
Tradizionale ceramica ebraica di Essaouira

Una dozzina di famiglie, in particolare i Corcos, gli Afriat, i Coriat, i Knafo, i Pinto e gli Elmaleh, mantennero importanti relazioni con il sultano e fu concesso loro lo status di tujjār al-sultān ("mercanti del sultano") e rappresentarono la maggioranza delle famiglie cittadine incluse nel makhzen. Diversamente dal resto della comunità ebraica che risiedeva nel mellah, a queste famiglie fu concesso dal sultano di risiedere nelle abitazioni più lussuose della città, nel prestigioso quartiere della qasba. Non solo divennero i principali mercanti della corte del sultano - parallelamente a una piccola élite di tujjār musulmani - ma ricoprirono importanti ruoli nella diplomazia con i paesi europei. 
I tujjār ebrei di Mogador controllavano tutte le principali importazioni nella città e di altri centri commerciali marocchini dove si estese gradualmente la loro influenza; tra i principali prodotti commerciati vi erano zucchero, tè, metalli, polvere da sparo e tabacco. I tujjār gestivano anche le esportazioni di grano, pelli, cereali e lana, prodotti che all'epoca erano monopoli governativi. Alcuni tujjār furono inviati dal sultano ai centri commerciali europei come addetti economici e ricevettero prestiti senza interessi per intraprendere importanti transazioni commerciali e aumentare i profitti del sultano. A differenza del resto degli ebrei, questi tujjār non erano tenuti a pagare la tradizionale tassa (la jizya) comunemente imposta alle minoranze non musulmane e ricevettero la piena protezione dal makhzen.
Spiritualmente e religiosamente, la comunità di Mogador fu guidata negli anni da rabbini e dayyanim come Abraham Coriat, Abraham b. Attar, Mas'ud Knafo e Haim Pinto. La comunità era relativamente ben istruita e i musicisti ebrei di Mogador erano famosi in tutto il Marocco. 
La città contava numerose sinagoghe e yeshivot.
La comunità ebraica soffrì in occasione del bombardamento francese del 1844, nell'ambito della guerra franco-marocchina.
L'influenza dei tujjār cominciò a declinare dopo il 1890, in occasione della penetrazione aggressiva delle potenze europee in Marocco; all'inizio del XX secolo una nuova élite di imprenditori ebrei reclutata dagli europei li sostituì insieme a mercanti stranieri che si stabilirono a Mogador e in altre parti del paese, controllando il commercio fino all'indipendenza del Marocco nel 1956.
L'influenza britannica a Mogador divenne particolarmente dominante a partire dal XVIII secolo; società quali il Board of Deputies of British Jews diffusero e rafforzarono la cultura occidentale tra la comunità ebraica. L'Alleanza israelitica universale stabilì numerose scuole per i giovani ebrei della città. Con il declino dell'influenza britannica nella città in seguito all'inaugurazione del protettorato francese nel 1912, le scuole dell'Alleanza propagarono rapidamente la cultura francese tra le famiglie ebraiche. Verso la metà degli anni 1950 la maggior parte dei giovani ebrei cittadini aveva adottato la lingua francese oltre al nativo arabo giudeo-marocchino.

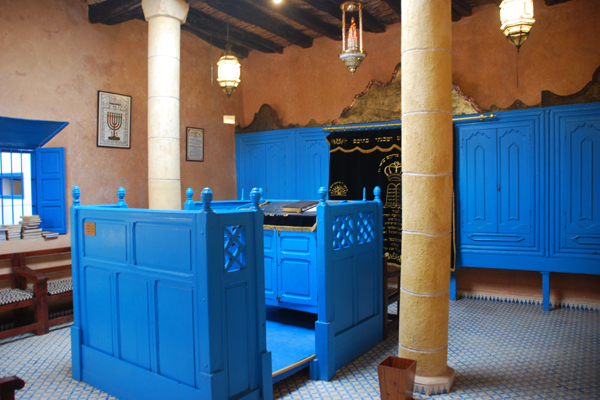
Una delle sinagoghe di Essaouira

Durante il XIX secolo, la popolazione ebraica crebbe da 4.000 unità negli anni tra il 1830 e il 1840 a circa 12.000 nel 1912, per poi scendere a 6.151 nel 1936 e aumentare leggermente a 6.500 nel 1951. La comunità, incoraggiata da agenti sionisti legati all'Agenzia ebraica e poi dal Mossad, è emigrata in massa verso Israele e Francia tra gli anni 1950 e 1960. Ciò è attribuito al declino della città durante l'era del protettorato francese in favore di Casablanca e di Agadir. Alla fine del XIX secolo si consumarono le prime partenze. Nel 1892 un folto gruppo di ebrei raggiunse la Terra santa a bordo dell'imbarcazione Zweena. Numerosi raggiunsero invece negli stessi anni l'America meridionale.
Negli anni 1950 e 1960 l'Agenzia ebraica e il Mossad organizzarono l'emigrazione di massa della comunità ebraica alla volta di Israele.
In particolare, il 2 marzo 1963 avvenne il più vasto abbandono della città consumato in un solo giorno: 350 ebrei, stipati in sette autobus, partirono in direzione di Casablanca, per poi, con l'ausilio di un'imbarcazione, raggiungere Marsiglia e successivamente Israele.
Nel 1968 restavano a Mogador 400 ebrei; nello stesso anno venne celebrato l'ultimo Brit milà. Nel 1990 rimanevano in città solamente cinque ebrei.
Molti ebrei giungono a Essaouira ogni anno in pellegrinaggio al cimitero ebraico dove è sepolto il gran rabbino Haim Pinto.